# 800 mètres nage libre féminin aux Championnats d'Europe de natation 2018
 (août 2018).
Si vous disposez d'ouvrages ou d'articles de référence ou si vous connaissez des sites web de qualité traitant du thème abordé ici, merci de compléter l'article en donnant les références utiles à sa vérifiabilité et en les liant à la section « Notes et références ».
Les épreuves du 800 mètres nage libre aux Championnats d'Europe de natation 2018 se déroulent le 4 août 2018 au Tollcross International Swimming Centre de Glasgow.

## Résultats

### Finale
| Numéro             | Pays          | Nom               | Temps   |
| ------------------ | ------------- | ----------------- | ------- |
| Médaille d'or      | Italie        | Simona Quadarella | 8.16.45 |
| Médaille d'argent  | Hongrie       | Ajna Késely       | 8.22.01 |
| Médaille de bronze | Russie        | Anna Egorova      | 8.24.71 |
| 4                  | Allemagne     | Sarah Köhler      | 8.25.91 |
| 5                  | Hongrie       | Boglárka Kapás    | 8.26.42 |
| 6                  | Slovénie      | Tjaša Oder        | 8.30.18 |
| 7                  | Liechtenstein | Julia Hassler     | 8.33.10 |
| 8                  | Espagne       | Jimena Perez      | 8.35.61 |